# マネーパートナーズグループ
株式会社マネーパートナーズグループは、東京都港区に本社を置き、外国為替証拠金取引やCFD、有価証券買付けなどを行う株式会社マネーパートナーズを傘下とする持株会社である。

## 概要
北辰商品株式会社の外国為替事業部が楽天証券がスポンサーとなるMBOによる会社分割によって設立された。
自己資本規制比率は626.7%。植林活動などを行うNGO「オイスカ」による、社会貢献活動を行っている。

## 沿革
- 2005年
  - 6月10日 - 株式会社マネーパートナーズ（資本金100,000千円）を東京都港区西麻布に設立
  - 10月 - 株式会社シンプレクス・テクノロジーのトレードシステムを採用しシステムを全面的にリニューアル
  - 11月 - 本社所在地を東京都港区六本木の泉ガーデンタワーに移転
- 2006年
  - 3月 - 金融先物取引業登録、社団法人金融先物取引業協会加入
  - 6月 - エス・ジー・信託銀行株式会社（現・SMBC信託銀行）[4]と業務提携し外国為替取引における顧客資産の信託保全サービスを開始
  - 9月15日 - 株式会社マネーパートナーズソリューションズを100%子会社として設立
- 2007年6月21日 - 大阪証券取引所ヘラクレス（現・ジャスダック）市場上場。
- 2008年
  - 3月24日 - 第一種金融商品取引業の業務の種別について変更登録
  - 4月21日 - 日本証券業協会の会員として新規加入、有価証券取扱い業務の営業開始
  - 5月9日 - 持株会社体制への移行のため、マネーパートナーズ分割準備株式会社を設立。
  - 10月1日 - 持株会社体制に移行。従前の株式会社マネーパートナーズからマネーパートナーズ分割準備株式会社へ全事業を吸収分割。株式会社マネーパートナーズを株式会社マネーパートナーズグループに、マネーパートナーズ分割準備株式会社を株式会社マネーパートナーズに、それぞれ商号変更[5]。
  - 10月6日 - 100通貨単位[6]の取引「パートナーズ FX nano」と新取引システム「XFX」サービス開始。
- 2012年
  - 5月 - 東京証券取引所第二部に上場。
  - 9月29日 - ジャスダック市場の上場を申請により廃止。
- 2013年
  - 1月9日 - 筆頭株主が東短ホールディングスから大和証券グループ本社に変更[7]。
  - 5月28日 - 東京証券取引所第一部に指定替え。
- 2016年12月12日 - 本社を、泉ガーデンタワーから住友不動産六本木グランドタワーに移転[8]。
- 2019年6月14日 - コイネージ株式会社の子会社化を発表[9]
- 2021年1月29日 - コイネージが暗号通貨の交換所（英語版）事業から、同年3月末をもって撤退すると発表。[10]
- 2022年2月 - コイネージ株式会社を清算結了。
- 2023年
  - 9月30日 - 株式会社マネーパートナーズが資金移動業の業務を廃業。
  - 10月20日 - 東京証券取引所スタンダード市場へ市場変更。
- 2024年12月19日 - 株式会社外為どっとコムが株式公開買付けにより92.06%の株式を取得し、親会社となる。大和証券グループ本社との資本関係が無くなる[11]。
- 2025年
  - 2月10日 - 東京証券取引所スタンダード市場上場廃止[1]。
  - 2月13日 - 株式売渡請求により外為どっとコムの完全子会社となる[1]。

## 関連会社
- 株式会社マネーパートナーズ
- 株式会社マネーパートナーズソリューションズ